# José Abílio Coelho
José Abílio Coelho (n. Póvoa de Lanhoso, 6 de Janeiro de 1960).
Historiador e escritor. É membro do Lab2PT/Universidade do Minho, onde se encontra em fase de conclusão de doutoramento em história contemporânea e bolseiro da FCT - Fundação para a Ciência e Tecnologia do Ministério do Ensino Superior. Exerce, ainda, a coordenação do Arquivo Histórico e Patrimonial da Santa Casa da Misericórdia da Póvoa de Lanhoso. É autor do projecto e director do Museu dos Bombeiros Voluntários da Póvoa de Lanhoso.
No campo da história, a publicou um conjunto de títulos, de entre os quais se destacam "Rascunhos da História. A imprensa nas terras de Lanhoso", "Paixão Bastos (1870-1946). Vida e obra de um escritor de província" e "João Augusto Bastos (1901-1965). O poeta de A Minha Terra", bem como mais de duas dezenas de artigos em revistas nacionais e internacionais e livros de atas de congressos.
No da literatura, tem títulos publicados em Portugal e no Brasil. Sobre o seu primeiro livro, "Contos do Outro Mundo", escreve Jorge Amado: "José Abílio Coelho necessita caminhar em frente; sua vocação é evidente, e lhe sobra talento". Também António Valdemar, crítico literário e membro da classe de Letras da Academia das Ciências de Lisboa, se pronunciou sobre a escrita deste autor, afirmando, em artigo publicado no "Diário de Notícias": "Escrever e contar, sendo dois actos simultâneos do mesmo processo, constituem duas questões distintas. José Abílio Coelho utiliza uma linguagem simples, clara, incisiva, própria de quem se familiarizou com a leitura dos clássicos e contemporâneos universais e os mestres consagrados da literatura portuguesa. Tem ainda o poder de comunicar, a arte de construir uma história, o dom narrativo que mobiliza a atenção, conseguindo separar o essencial do acessório sem perder o sentido do pitoresco que agarra o leitor".
O seu livro "Trapos" tem vindo a ser utilizado na formação de médicos da Universidade do Minho (no 4.º ano curricular) na área curricular "Domínios Verticais" que tem por finalidade familiarizar os estudantes de Medicina com os saberes das Humanidades. O responsável pela área é o Professor Doutor Joaquim Pinto Machado, que tem como colaboradora a Professora Doutora Clara Costa Oliveira.

## Obras
- Contos do Outro Mundo (1993)
- Rascunhos da História: estudo sobre a imprensa local da Póvoa de Lanhoso (1994)
- São Cosme e São Damião de Garfe: monografia (1995)
- Residência Paroquial de Garfe: notas para a sua História (1997)
- Caminhos de Terra Batida (1999)
- Trapos (2000)
- O Homem que Apanhava Almas (2003)
- O Forasteiro (2007) - para bibliófilos
- Paixão Bastos (1870-1946) - Vida e Obra de um Escritor da Província" (2007).
- António Celestino — Breve foto-biografia (2007)- fora do mercado
- João Augusto Bastos: o poeta de "A Minha Terra"

- António Ferreira Lopes: comendador da Ordem de Cristo .
- O sorriso do cadáver (prémio literário António Celestino)
- O Hospital António Lopes e a Misericórdia da Póvoa de Lanhoso contados aos mais jovens (2017)
- D. Elvira Câmara Lopes, notas de uma viagem ao coração da Europa (2017)

- Pirilampos em dezembro (para a infância) .

- Os Robertos do Gido (para a infância) .

- O cavalinho que queria saber a que cheira a primavera  (para a infância)
- António Lopes, um coração de filigrana (teatro de fantoches)
- O Cachorrinho Manco (para a infância)

Participação em antologias
- Contos Mal Falados
- Contos do Minho
- Dias do Pai
- Histórias de Natal
- Mea Libra
- Quatro Ventos